# Dželaludin Muharemović
Dželaludin Muharemović (Sarajevo, 23 maart 1970) is een voormalig profvoetballer uit Bosnië en Herzegovina die speelde als aanvallende middenvelder gedurende zijn carrière. Hij beëindigde zijn loopbaan in 2005 bij de Bosnische club FK Željezničar uit zijn geboorteplaats Sarajevo. Muharemović speelde eerder clubvoetbal in Kroatië en Rusland.

## Interlandcarrière
Muharemović kwam – inclusief officieuze duels – in totaal negentien keer (zes doelpunten) uit voor de nationale ploeg van Bosnië en Herzegovina in de periode 1997–2001. Onder leiding van bondscoach Fuad Muzurović maakte hij zijn debuut op 22 februari 1997 in de vriendschappelijke wedstrijd tegen Vietnam (4-0) in Kuala Lumpur, net als Admir Adžem (FK Željezničar), Džemo Smječanin (FK Sarajevo), Senad Repuh (FK Sarajevo), Samir Bajtarević (FK Rudar) en Nermin Važda (NK Bosna). Muharemović nam in dat duel het openingsdoelpunt voor zijn rekening.

## Erelijst
FK Željezničar
- Bosnisch landskampioen

2001, 2002
- Bosnische beker

2000, 2001, 2003
- Supercup van Bosnië en Herzegovina

1998, 2000, 2001